# Liste der Naturdenkmale in Kassel
Die Liste der Naturdenkmale in Kassel nennt die auf dem Gebiet der Stadt Kassel in Hessen gelegenen Naturdenkmale. Es handelt sich dabei um Bäume und Baumgruppen, Flächenhafte Naturdenkmale sind nicht ausgewiesen.

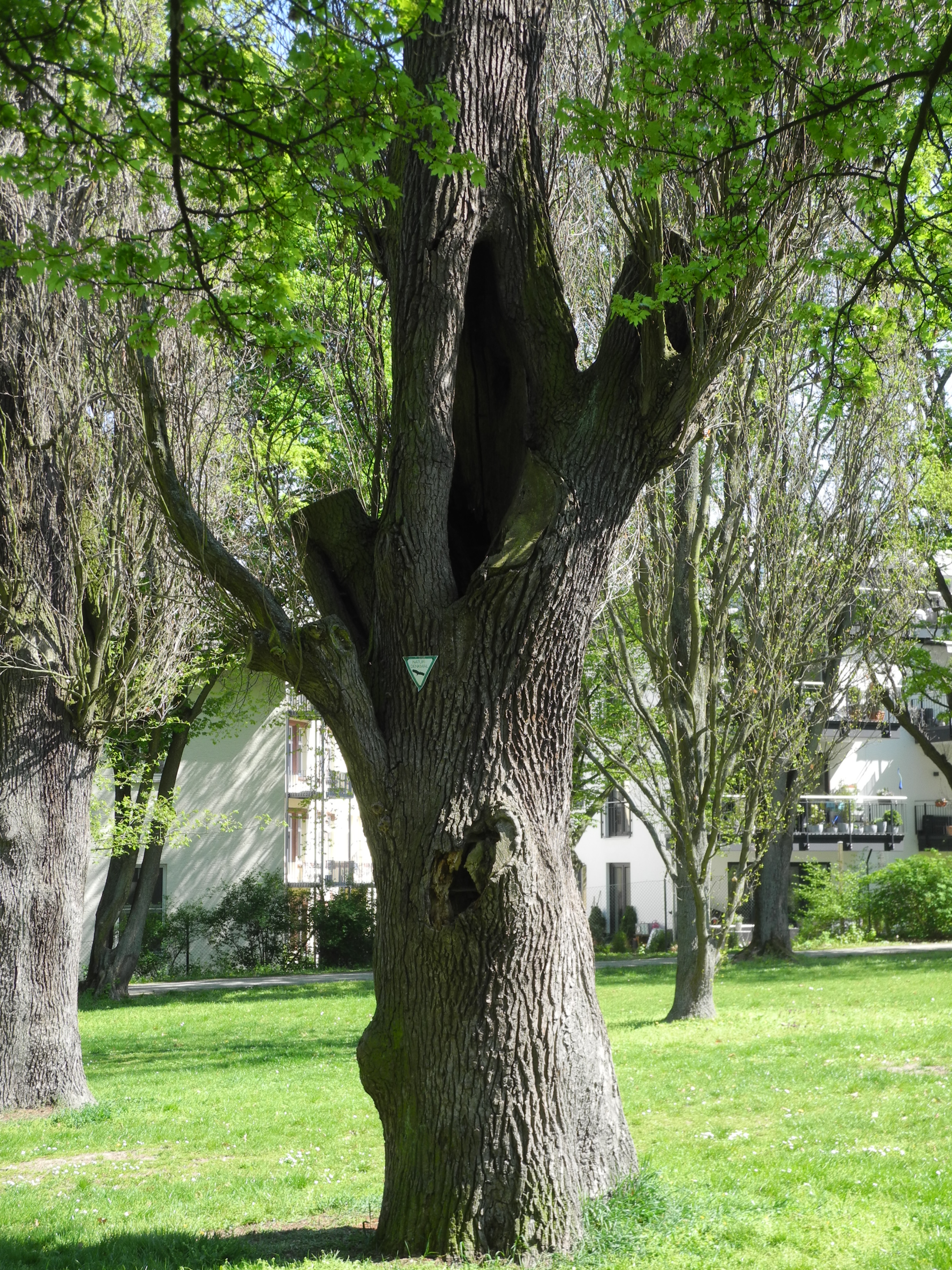
Pyramideneiche mit ND-Schild aber ohne Katastereintrag, vor dem Betriebshof des Umwelt- und Gartenamtes (2019)

Die Verordnung zum Schutz der Naturdenkmäler im Gebiet der Stadt Kassel (Naturdenkmälerverordnung) wurde vom Magistrat der Stadt Kassel als Satzung beschlossen und setzt die Vorgaben des Bundesnaturschutzgesetzes und des Hessischen Ausführungsgesetzes zum Bundesnaturschutzgesetz um. Die Aufstellung entspricht dem Stand vom 3. Dezember 2012. Seitdem sind mehrere Bäume abgegangen, bzw. wurden gefällt (siehe Statistik). Es ist nicht davon auszugehen, dass derartige Änderungen im Bestand von der zuständigen Unteren Naturschutzbehörde (UNB) (das Umwelt- und Gartenamt der Stadt Kassel) registriert und publiziert werden.
Neben den in dieser Liste erfassten Bäumen gibt es noch etliche Bäume im Kasseler Stadtgebiet, die zwar ein Naturdenkmal-Schild besitzen, aber nicht im städtischen Kataster erfasst sind. Was es mit diesen Bäumen auf sich hat, konnte trotz Nachfrage bei der zuständigen UNB bisher nicht geklärt werden.

## Liste
| Bild                          | Bezeichnung                                                                             | Ortsteil, Lage                                                                       | Beschreibung | Art                                                                     | Nr.                                                                                       |
| ----------------------------- | --------------------------------------------------------------------------------------- | ------------------------------------------------------------------------------------ | --- | ----------------------------------------------------------------------- | ----------------------------------------------------------------------------------------- |
| mehr Fotos \| Fotos hochladen | 1 Pyramideneiche, 2 Hängebuchen                                                         | Vorderer Westen, Luisenstraße. 51° 18′ 46,8″ N, 9° 28′ 28,6″ O                       | Hängebuche auf einer Wiese östlich der Kreuzkirche in der Luisenstraße. Der Baum steht nur wenige Meter südlich der als Naturdenkmal geschützten Pyramideneiche 611.002c. Schutzgrund Seltenheit, Eigenart oder Schönheit. 1910 gepflanzt. Höhe 13 m. Stammumfang 209 cm. Kronendurchmesser 14 m. OSM-Link zur Kartendarstellung: Hängebuche östlich der Kreuzkirche | Fagus sylvatica 'Pendula'                                               | 611.002a                                                                                  |
| mehr Fotos \| Fotos hochladen | 1 Pyramideneiche, 2 Hängebuchen                                                         | Vorderer Westen, Luisenstraße. 51° 18′ 46,1″ N, 9° 28′ 25″ O                         | Hängebuche in einer Grünfläche südlich der Kreuzkirche in der Luisenstraße. Die herabhängenden Zweige des Baumes überspannen schirmartig einen Teil des Fußweges zwischen der Wilhelmshöher Allee im Süden und der Luisenstraße im Norden. Schutzgrund Seltenheit, Eigenart oder Schönheit. 1911 gepflanzt. Höhe 19 m. Stammumfang 272 cm. Kronendurchmesser 16 m. OSM-Link zur Kartendarstellung: Hängebuche südlich der Kreuzkirche | Fagus sylvatica 'Pendula'                                               | 611.002b                                                                                  |
| mehr Fotos \| Fotos hochladen | 1 Pyramideneiche, 2 Hängebuchen                                                         | Vorderer Westen, Luisenstraße. 51° 18′ 47,2″ N, 9° 28′ 28,6″ O                       | Pyramideneiche auf einer Wiese östlich der Kreuzkirche in der Luisenstraße. Der Baum steht nur wenige Meter nördlich der als Naturdenkmal geschützten Hängebuche 611.002a. Schutzgrund Seltenheit, Eigenart oder Schönheit. 1861 gepflanzt. Höhe 23 m. Stammumfang 290 cm. Kronendurchmesser 13 m. OSM-Link zur Kartendarstellung: Pyramideneiche östlich der Kreuzkirche | Quercus robur 'Fastigata'                                               | 611.002c                                                                                  |
| mehr Fotos \| Fotos hochladen | 1 Buche                                                                                 | Vorderer Westen, Murhardstraße 6. 51° 18′ 54,1″ N, 9° 28′ 29,2″ O                    | Rotbuche an der Murhardstraße, nördlich der Goethestraße. Die Buche steht an der westlichen Grundstücksgrenze des Logenhauses. Schutzgrund Seltenheit, Eigenart oder Schönheit. 1890 gepflanzt. Höhe 26 m. Stammumfang 294 cm. Kronendurchmesser 22 m. OSM-Link zur Kartendarstellung: Buche am Logenhaus | Fagus sylvatica                                                         | 611.005                                                                                   |
| mehr Fotos \| Fotos hochladen | Zweiergruppe Robinien                                                                   | Kirchditmold, Zentgrafenstraße 51° 19′ 21,7″ N, 9° 26′ 49,2″ O                       | Gewöhnliche Robinie an der Zentgrafenstraße. Der doppelstämmige Baum steht auf einem winzigen Restgrün, direkt an der Straßenfläche, vor dem Haus Zentgrafenstraße 156. Schutzgrund Seltenheit, Eigenart oder Schönheit. 1920 gepflanzt. Höhe 20 m. Stammumfang 290 cm. Kronendurchmesser 16 m. OSM-Link zur Kartendarstellung: Robinie an der Zentgrafenstraße | Robinia pseudoacacia                                                    | 611.006                                                                                   |
| mehr Fotos \| Fotos hochladen | 1 Stieleiche                                                                            | Wolfsanger/Hasenhecke, Triftweg, Hasenhecke Enkeberg 51° 20′ 30,1″ N, 9° 32′ 57,8″ O | Stieleiche auf dem Enkeberg, am nordöstlichen Stadtrand von Kassel. Der Baum steht auf einer Wiese am nördlichen Ende des Triftweg. 300 m weiter südwestlich am Triftweg, steht eine weitere als Naturdenkmal geschützte Eiche (611.072). Schutzgrund Seltenheit, Eigenart oder Schönheit. 1800 gepflanzt. Höhe 20 m. Stammumfang 458 cm. Kronendurchmesser 24 m. OSM-Link zur Kartendarstellung: Eiche auf dem Enkeberg | Quercus robur                                                           | 611.007                                                                                   |
| mehr Fotos \| Fotos hochladen | 1 Winterlinde                                                                           | Harleshausen, Niederfeldstraße 24. 51° 20′ 9,1″ N, 9° 26′ 51,2″ O                    | Winterlinde an der Niederfeldstraße. Der Baum befindet sich im Vorgarten von Haus Nr. 24, westlich der Immenhäuser Straße. Das Naturdenkmal steht hinter einer steinernen Geländeabfangung, oberhalb des Straßenniveaus. Dieses Architekturelement wiederholt sich spiegelbildlich vor dem Haus Nr. 22 auf dem Nachbargrundstück. Auch dort steht eine Linde. Schutzgrund Seltenheit, Eigenart oder Schönheit. 1730 gepflanzt. Höhe 17 m. Stammumfang 307 cm. Kronendurchmesser 17 m. OSM-Link zur Kartendarstellung: Linde an der Niederfeldstraße | Tilia cordata                                                           | 611.016                                                                                   |
| mehr Fotos \| Fotos hochladen | 1 Stieleiche                                                                            | Harleshausen, Am Geilebach. 51° 20′ 23,2″ N, 9° 25′ 7″ O                             | Stieleiche ca. 250 m östlich der Rasenallee, am nordwestlichen Stadtrand von Kassel. Der Baum steht frei auf einer leicht geneigten Wiesenfläche ca. 100 m nördlich des Geilebaches und 150 m südlich der Straße Am Geilebach. Schutzgrund Seltenheit, Eigenart oder Schönheit. 1710 gepflanzt. Höhe 21 m. Kronendurchmesser 21 m. Stammumfang: 4,40 m OSM-Link zur Kartendarstellung: Stieleiche am Geilebach | Quercus robur                                                           | 611.017                                                                                   |
| mehr Fotos \| Fotos hochladen | 1 Bergahorn                                                                             | Mitte, Brüder-Grimm-Platz 3. 51° 18′ 42,8″ N, 9° 29′ 21,8″ O                         | Bergahorn nordwestlich des Brüder-Grimm-Platzes, auf dem Innenhof-Parkplatz des Verwaltungsgerichts. Der Baum steht, öffentlich nur schwer zugänglich, auf einem kleinen Restgrün innerhalb einer Parkplatzödnis beachtlichen Ausmaßes, die sich zwischen der Wilhelmshöher Allee im Süden und der Friedrichsstraße im Nordosten erstreckt. Schutzgrund Seltenheit, Eigenart oder Schönheit. 1710 gepflanzt. Höhe 26 m. Stammumfang 322 cm. Kronendurchmesser 15 m. OSM-Link zur Kartendarstellung: Bergahorn zwischen Wilhelmshöher Allee und Friedrichsstraße | Acer pseudoplatanus                                                     | 611.019                                                                                   |
| mehr Fotos \| Fotos hochladen | 4 Hängebuchen                                                                           | Mitte, Brüder-Grimm-Platz 51° 18′ 40,3″ N, 9° 29′ 27,6″ O                            | Hängebuche nördlich vor dem Eingang der Murhardbibliothek am Brüder-Grimm-Platz. Dieser Baum aus der Vierergruppe steht allein in der Ostecke der dreiecksförmigen Rasenfläche. Schutzgrund Seltenheit, Eigenart oder Schönheit. 1920 gepflanzt. Höhe 11 m. Stammumfang 202 cm. Kronendurchmesser 12 m. OSM-Link zur Kartendarstellung: Hängebuche in der Ostecke | Fagus sylvatica 'Pendula'                                               | 611.020a                                                                                  |
| Fotos hochladen               | 4 Hängebuchen                                                                           | Mitte, Brüder-Grimm-Platz 51° 18′ 40,3″ N, 9° 29′ 27,6″ O                            | 3 Hängebuchen nördlich vor dem Eingang der Murhardbibliothek am Brüder-Grimm-Platz. Diese ehemalige Gruppe aus 3 Bäumen der Vierergruppe stand in der Westecke der dreiecksförmigen Rasenfläche. Schutzgrund Seltenheit, Eigenart oder Schönheit. Baum b: 1940 gepflanzt. Höhe 16 m. Stammumfang 135 cm. Kronendurchmesser 10 m. Baum c: 1940 gepflanzt. Höhe 16 m. Stammumfang 165 cm. Kronendurchmesser 9 m. Baum d: 1940 gepflanzt. Höhe 16 m. Stammumfang 171 cm. Kronendurchmesser 12 m. Von den 3 Bäumen ist gegenwärtig nur noch einer erhalten. |                                                                         | 611.020b bis 611.020d                                                                     |
| mehr Fotos \| Fotos hochladen | 1 Winterlinde                                                                           | Wesertor, Schützenstraße, Hafenbrücke 51° 19′ 5,5″ N, 9° 30′ 54″ O                   | Winterlinde südwestlich der Kreuzung Schützenstraße/Ysenburgstraße. Das Naturdenkmal steht nördlich der Hafenbrücke, in der Nordostecke der Grünanlage Fuldaufer/Bleichwiesen. Der Bereich besitzt durch die Verkehrsbelastung der benachbarten B 7 und B 83 keine Aufenthaltsqualität. Schutzgrund Seltenheit, Eigenart oder Schönheit. 1920 gepflanzt. Höhe 24 m. Kronendurchmesser 19 m. OSM-Link zur Kartendarstellung: Winterlinde an der Kreuzung Schützenstraße/Ysenburgstraße | Tilia cordata                                                           | 611.022                                                                                   |
| mehr Fotos \| Fotos hochladen | 1 Winterlinde                                                                           | Wesertor, Bleichenweg 16. 51° 19′ 8″ N, 9° 31′ 9,5″ O                                | Winterlinde auf dem Grundstück Bleichenweg 16. Nur wenige Meter südlich der Linde steht das Naturdenkmal 611.024b, eine Esche. Die Kronen der etwa gleichhohen Bäume gehen ineinander über. Schutzgrund Seltenheit, Eigenart oder Schönheit. 1780 gepflanzt. Höhe 24 m. Stammumfang 288 cm. Kronendurchmesser 18 m. OSM-Link zur Kartendarstellung: Winterlinde im Bleichenweg | Tilia cordata                                                           | 611.024a                                                                                  |
| Fotos hochladen               | 1 Esche                                                                                 | Wesertor, Bleichenweg 16. 51° 19′ 8″ N, 9° 31′ 9,5″ O                                | Gemeine Esche auf dem Grundstück Bleichenweg 16. Nur wenige Meter nördlich der Linde steht das Naturdenkmal 611.024a, eine Winterlinde. Die Kronen der etwa gleichhohen Bäume gehen ineinander über. Schutzgrund Seltenheit, Eigenart oder Schönheit. 1780 gepflanzt. Höhe 27 m. Stammumfang 317 cm. Kronendurchmesser 20 m. OSM-Link zur Kartendarstellung: Esche im Bleichenweg | Fraxinus excelsior                                                      | 611.024b                                                                                  |
| mehr Fotos \| Fotos hochladen | 2 Platanen                                                                              | Unterneustadt, Salztorstraße 3 und 3 a. 51° 18′ 58,7″ N, 9° 30′ 39,6″ O              | 2 Ahornblättrige Platanen nördlich der Salztorstraße, in der Grünanlage an der Elisabeth-Selbert-Promenade, westlich der Fuldaschleuse. Die beiden großen Bäume stehen etwa 10 Meter auseinander. Schutzgrund Seltenheit, Eigenart oder Schönheit. Platane a, der östlich Baum: 1920 gepflanzt. Höhe 27 m. Stammumfang 474 cm. Kronendurchmesser 25 m. OSM-Link zur Kartendarstellung: Platane a, der östlich Baum Platane b, der westlich Baum: 1920 gepflanzt. Höhe 29 m. Stammumfang 404 cm. Kronendurchmesser 24 m. OSM-Link zur Kartendarstellung: Platane b, der westlich Baum | Platanus x acerifolia (2×)                                              | 611.025a 611.025b                                                                         |
| mehr Fotos \| Fotos hochladen | 1 Winterlinde                                                                           | Philippinenhof-Warteberg, Am Sandkopf 4. 51° 20′ 43,3″ N, 9° 29′ 57,8″ O             | Rest einer Winterlinde an der Straße Alt Philippinenhof. Der um 2018/19 auf ca. 2,00 m Höhe abgesägte Stammrest steht südlich der Einmündung der Straße Am Sandkopf. Ein Weiterleben als Kopflinde erscheint gegenwärtig (2019) unwahrscheinlich. Schutzgrund Seltenheit, Eigenart oder Schönheit. 1900 gepflanzt. Höhe 8 m. Stammumfang 510 cm. Kronendurchmesser 11 m. OSM-Link zur Kartendarstellung: Rest einer Winterlinde in Philippinenhof | Tilia cordata                                                           | Naturdenkmal 611.027 wurde um 2018/2019 auf ca. 2,00 m Höhe abgesägt.                     |
| mehr Fotos \| Fotos hochladen | 1 Blutbuche                                                                             | Mitte, Wilhelmshöher Allee 47. 51° 18′ 41,8″ N, 9° 28′ 46,3″ O                       | Blutbuche auf dem Grundstück Wilhelmshöher Allee 47, Ecke Sophienstraße. Das Naturdenkmal steht nördlich des Gebäudes und deutlich oberhalb des Straßenniveaus der Wilhelmshöher Allee. Schutzgrund Seltenheit, Eigenart oder Schönheit. 1860 gepflanzt. Höhe 23 m. Stammumfang 320 cm. Kronendurchmesser 18 m. OSM-Link zur Kartendarstellung: Blutbuche an der Wilhelmshöher Allee, Ecke Sophienstraße | Fagus sylvatica f. purpurea                                             | 611.031                                                                                   |
| mehr Fotos \| Fotos hochladen | 2 Pyramideneichen                                                                       | Kirchditmold, Teichstraße 51° 19′ 17,4″ N, 9° 27′ 3,2″ O                             | Pyramideneiche westlich der Kreuzung Loßbergstraße/Teichstraße. Dieser Baum steht hinter dem Gebäudekomplex Teichstraße Nr. 14–16. Schutzgrund Seltenheit, Eigenart oder Schönheit. 1861 gepflanzt. Höhe 21 m. Stammumfang 312 cm. Kronendurchmesser 13 m. OSM-Link zur Kartendarstellung: Pyramideneiche bei der Teichstraße | Quercus robur 'Fastigiata'                                              | 611.033a                                                                                  |
| Fotos hochladen               | 2 Pyramideneichen                                                                       | Kirchditmold, Teichstraße 51° 19′ 16″ N, 9° 27′ 3,2″ O                               | Pyramideneiche westlich der Kreuzung Loßbergstraße/Teichstraße. Dieser Baum steht, in ein trogartiges Bauwerk gefasst, direkt an der Teichstraße, vor dem Gebäudekomplex mit der Nr. 14–16. Schutzgrund Seltenheit, Eigenart oder Schönheit. 1861 gepflanzt. Höhe 19 m. Stammumfang 276 cm. Kronendurchmesser 14 m. OSM-Link zur Kartendarstellung: Pyramideneiche an der Teichstraße | Quercus robur 'Fastigiata'                                              | 611.033b                                                                                  |

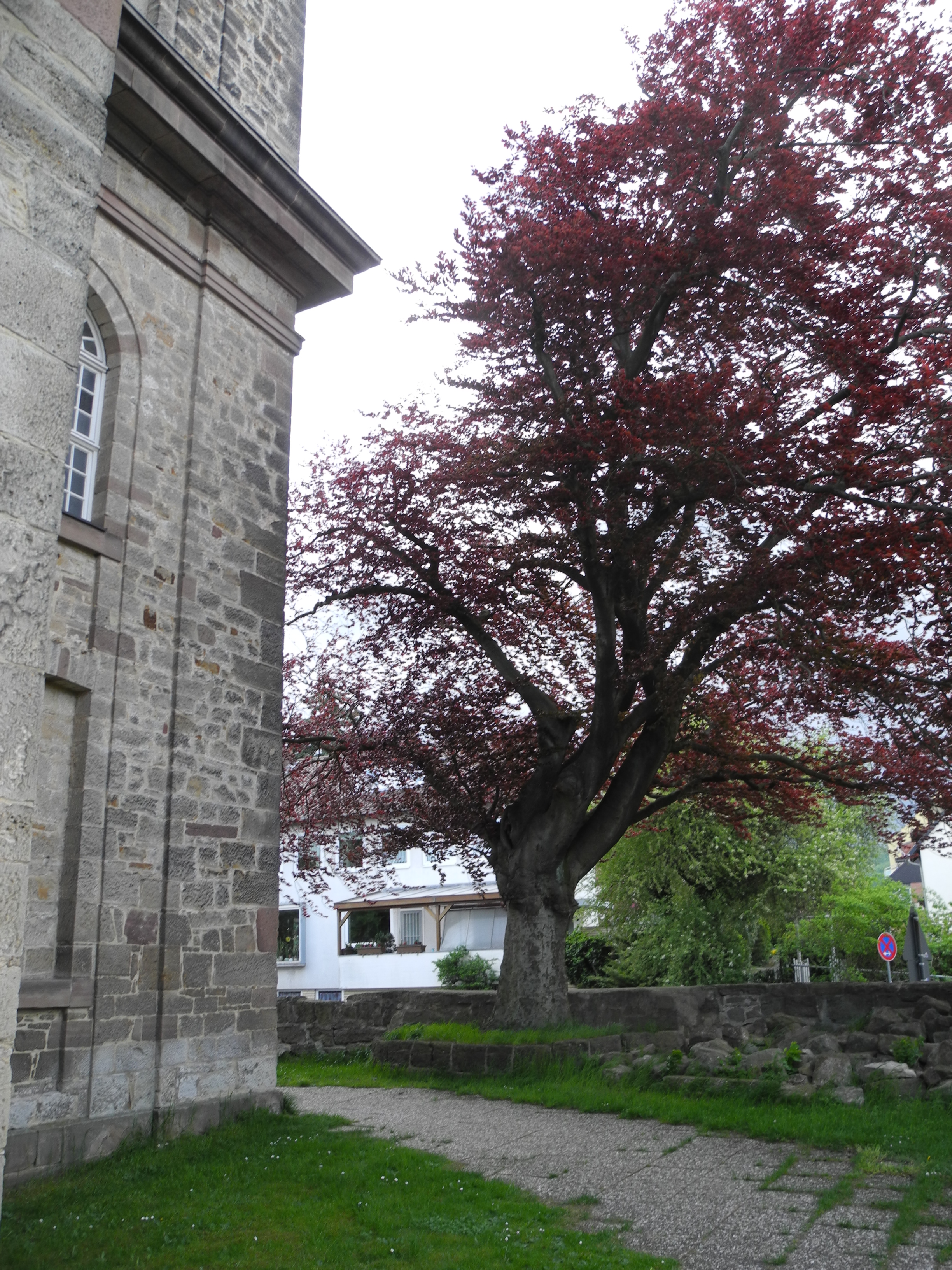
2015
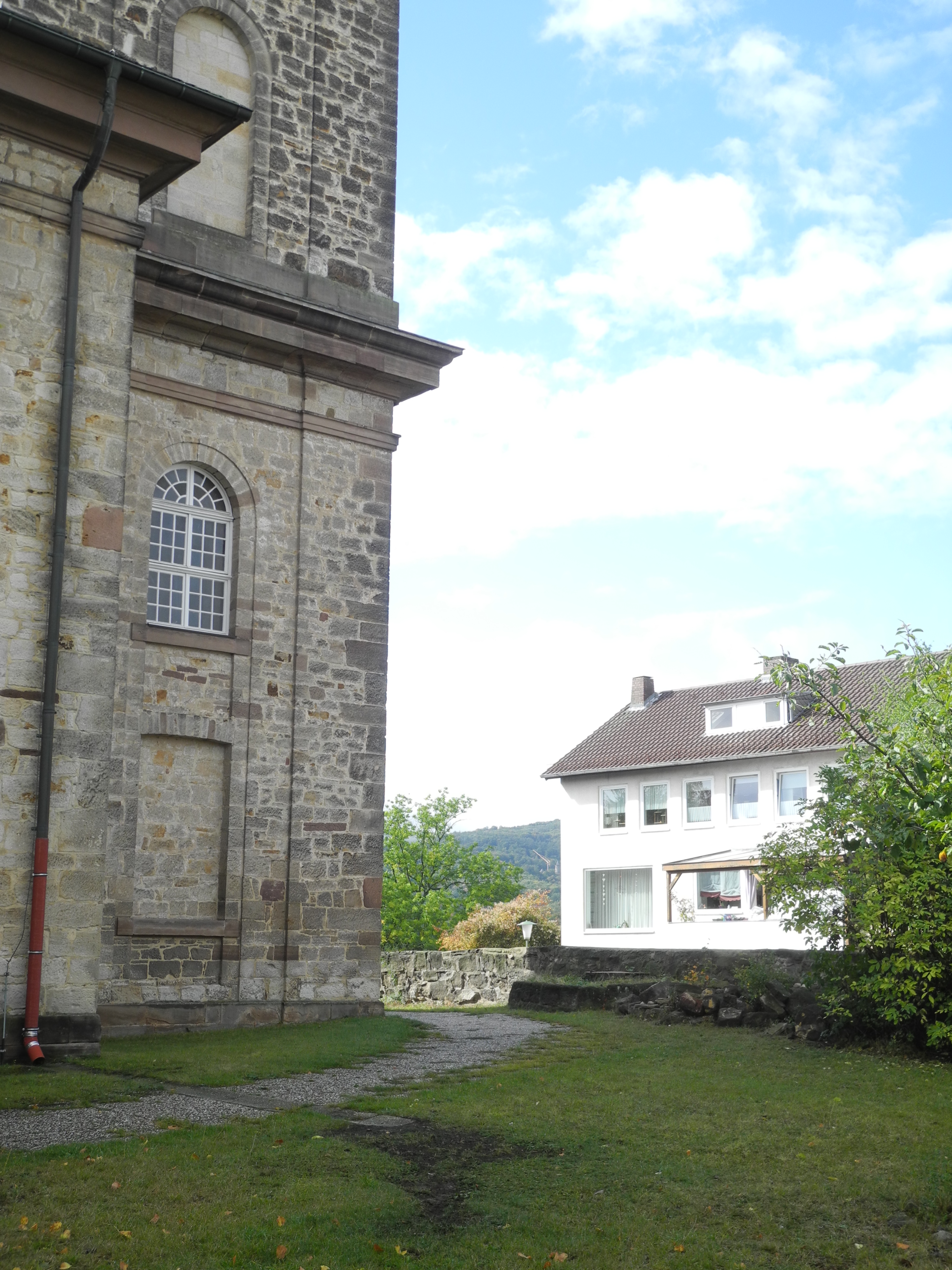
2019

| mehr Fotos \| Fotos hochladen | 1 Blutbuche                                                                             | Kirchditmold, Zentgrafenstraße. 51° 19′ 22,4″ N, 9° 26′ 40,2″ O                      | Ehemalige Blutbuche westlich der Kirche Kirchditmold an der Zentgrafenstraße. Das Naturdenkmal existiert nicht mehr, der Baum wurde Mitte 2019 gefällt. - 2015 - 2019 Das Alte Pfarrhaus auf dem historischen Pfarrhof, mit dem Naturdenkmal 611.038, einer Stieleiche, liegt etwa 250 m weiter östlich. Schutzgrund Seltenheit, Eigenart oder Schönheit. 1770 gepflanzt. Höhe 13 m. Stammumfang 259 cm. Kronendurchmesser 15 m. OSM-Link zur Kartendarstellung: Ehemalige Blutbuche an der Kirche Kirchditmold | Fagus sylvatica f. purpurea                                             | Naturdenkmal 611.034 wurde Mitte 2019 gefällt.                                            |
| mehr Fotos \| Fotos hochladen | 1 Winterlinde                                                                           | Kirchditmold, Zum Berggarten. 51° 19′ 20,9″ N, 9° 26′ 38,4″ O                        | Winterlinde auf dem Friedhof in Kirchditmold, ca. 60 m südwestlich der Kirche in der Zentgrafenstraße. Schutzgrund Seltenheit, Eigenart oder Schönheit. 1770 gepflanzt. Höhe 24 m. Stammumfang 285 cm. Kronendurchmesser 15 m. OSM-Link zur Kartendarstellung: Winterlinde auf dem Friedhof in Kirchditmold | Tilia cordata                                                           | 611.035                                                                                   |
| mehr Fotos \| Fotos hochladen | 1 Stieleiche                                                                            | Kirchditmold, Brunnenstraße 23. 51° 19′ 18,4″ N, 9° 26′ 52,6″ O                      | Stieleiche vor dem Alten Pfarrhaus auf dem historischen Pfarrhof in der Brunnenstraße. Die Kirche Kirchditmold, liegt etwa 250 m weiter westlich. Schutzgrund Seltenheit, Eigenart oder Schönheit. 1510 gepflanzt.[sic! realistischer um 1800] Höhe 27 m. Stammumfang 358 cm. Kronendurchmesser 23 m. OSM-Link zur Kartendarstellung: Stieleiche vor dem Alten Pfarrhaus | Quercus robur                                                           | 611.038                                                                                   |
| mehr Fotos \| Fotos hochladen | Lindenbaumgruppe (Winterlinden)                                                         | Kirchditmold, Teichstraße 35 und 37. 51° 19′ 16″ N, 9° 26′ 59,3″ O                   | 4 Winterlinden an der Teichstraße, in einem Innenhof südlich der Brunnenstraße. 3 der 4 Linden des Naturdenkmals (a–c) stehen eng beieinander in West-Ost-Richtung, der 4. Baum (d) steht direkt nördlich von Baum c. Schutzgrund Seltenheit, Eigenart oder Schönheit. Linde a: 1860 gepflanzt. Höhe 35 m. Stammumfang 293 cm. Kronendurchmesser 14 m. OSM-Link zur Kartendarstellung: Linde a Linde b:1860 gepflanzt. Höhe 35 m. Stammumfang 244 cm. Kronendurchmesser 13 m. OSM-Link zur Kartendarstellung: Linde b Linde c:1860 gepflanzt. Höhe 33 m. Stammumfang 231 cm. Kronendurchmesser 14 m. OSM-Link zur Kartendarstellung: Linde c Linde d:1860 gepflanzt. Höhe 32 m. Stammumfang 254 cm. Kronendurchmesser 13 m. OSM-Link zur Kartendarstellung: Linde d | Tilia cordata (4×)                                                      | 611.039a bis 611.039d                                                                     |
| mehr Fotos \| Fotos hochladen | 4 Rosskastanien                                                                         | Kirchditmold, Wahlershäuser Straße 40. 51° 19′ 15,8″ N, 9° 26′ 39,5″ O               | 2 Rosskastanien an der Wahlershäuser Straße, gegenüber der Turnhalle der Grundschule Kirchditmold. Das Naturdenkmal besteht gegenwärtig aus 4 Bäumen. Diese beiden direkt an der Wahlershäuser Straße (Index a und d) und 2 im Garten, westlich der Straße (Index b und c). Schutzgrund Seltenheit, Eigenart oder Schönheit. Kastanie a: 1940 gepflanzt. Höhe 15 m. Stammumfang 269 cm. Kronendurchmesser 15 m. OSM-Link zur Kartendarstellung: Kastanie a Kastanie d: 1810 gepflanzt. Höhe 25 m. Stammumfang 293 cm. Kronendurchmesser 14 m. OSM-Link zur Kartendarstellung: Kastanie d | Aesculus hippocastanum (2×)                                             | 611.040a 611.040d                                                                         |
| Fotos hochladen               | 4 Rosskastanien                                                                         | Kirchditmold, Wahlershäuser Straße 40. 51° 19′ 15,8″ N, 9° 26′ 39,5″ O               | 2 Rosskastanien westlich der Wahlershäuser Straße, gegenüber der Turnhalle der Grundschule Kirchditmold. Das Naturdenkmal besteht gegenwärtig aus 4 Bäumen. Diese beiden im Garten, westlich der Straße (Index b und c) und 2 direkt an der Wahlershäuser Straße (Index a und d). Schutzgrund Seltenheit, Eigenart oder Schönheit. Kastanie b: 1810 gepflanzt. Höhe 25 m. Stammumfang 277 cm. Kronendurchmesser 13 m. OSM-Link zur Kartendarstellung: Kastanie b Kastanie c: 1810 gepflanzt. Höhe 11 m. Stammumfang 294 cm. Kronendurchmesser 6 m. OSM-Link zur Kartendarstellung: Kastanie c | Aesculus hippocastanum (2×)                                             | 611.040b 611.040c                                                                         |
| mehr Fotos \| Fotos hochladen | 10 Linden                                                                               | Kirchditmold, Schanzenstraße, Grünfläche Hessenschanze 51° 19′ 35″ N, 9° 25′ 32,2″ O | Gruppe von Winterlinden am Ende der Schanzenstraße. Die eher unspektakulären Bäume stehen ohne erkennbare Struktur nordöstlich der Wendeschleife der Straßenbahn an der Endhaltestelle Hessenschanze. Schutzgrund Seltenheit, Eigenart oder Schönheit. Linde a: 1940 gepflanzt. Höhe 23 m. Stammumfang 327 cm. Kronendurchmesser 17 m. Linde b: 1955 gepflanzt. Höhe 23 m. Stammumfang 192 cm. Kronendurchmesser 14 m. Linde c: 1955 gepflanzt. Höhe 22 m. Stammumfang 149 cm. Kronendurchmesser 12 m. Linde d: 1950 gepflanzt. Höhe 18 m. Stammumfang 185 cm. Kronendurchmesser 12 m. Linde e: 1950 gepflanzt. Höhe 23 m. Stammumfang 256 cm. Kronendurchmesser 12 m. Linde f: 1950 gepflanzt. Höhe 23 m. Stammumfang 312 cm. Kronendurchmesser 14 m. Linde g: 1950 gepflanzt. Höhe 20 m. Stammumfang 232 cm. Kronendurchmesser 12 m. Linde h: 1950 gepflanzt. Höhe 23 m. Stammumfang 250 cm. Kronendurchmesser 12 m. Linde i: 1950 gepflanzt. Höhe 24 m. Stammumfang 251 cm. Kronendurchmesser 14 m. Linde j: 1950 gepflanzt. Höhe 25 m. Stammumfang 309 cm. Kronendurchmesser 15 m. OSM-Link zur Kartendarstellung: Linde f (Baum etwa in der Mitte der Gruppe) | Tilia cordata                                                           | 611.042a 611.042b 611.042c 611.042d 611.042e 611.042f 611.042g 611.042h 611.042i 611.042j |
| Fotos hochladen               | 1 Blutbuche                                                                             | Niederzwehren, Credestraße 51° 17′ 24,7″ N, 9° 28′ 26,4″ O                           | Ehemalige Blutbuche an der Credestraße, bei deren Einmündung in die Frankfurter Straße. Der Baum stand auf einer privaten Grünfläche südlich der Credestraße. Schutzgrund Seltenheit, Eigenart oder Schönheit. 1860 gepflanzt. Höhe 28 m. Stammumfang 452 cm. Kronendurchmesser 25 m. | Fagus sylvatica f. purpurea                                             | Naturdenkmal 611.045 wurde um 2012/2013 gefällt.                                          |
| mehr Fotos \| Fotos hochladen | 1 Winterlinde                                                                           | Nordshausen, Korbacher Straße 51° 16′ 47,1″ N, 9° 25′ 46,5″ O                        | Winterlinde in der Kurve der Korbacher Straße (K 36 ehemalige B 520), Ecke Felchenstraße. Die Linde steht auf einer mit Kleinpflaster versiegelten Fläche an der breiten Straßenkurve. Dem Naturdenkmal wird ein Pflanzloch von kaum 2 Metern Durchmesser gegönnt. Der Mühlbach fließt dort unterirdisch und verrohrt vorbei. Schutzgrund Seltenheit, Eigenart oder Schönheit. 1900 gepflanzt. Höhe 13 m. Stammumfang 383 cm. Kronendurchmesser 12 m. OSM-Link zur Kartendarstellung: Linde in der Kurve der Korbacher Straße | Tilia cordata                                                           | 611.048                                                                                   |
| mehr Fotos \| Fotos hochladen | 1 Stieleiche                                                                            | Brasselsberg, Am Hahnen 51° 17′ 13,5″ N, 9° 24′ 48,5″ O                              | Stieleiche auf dem östlichen Gehweg der Straße Am Hahnen, nördlich der Kreuzung mit der Birkenkopfstraße. Der Baum steht an der Grenze des Gehweges zu einem Privatgrundstück, dort fanden 2019 im Kronenbereich des Naturdenkmals die Errichtung einer Doppelgarage mit Zufahrt und einer fundamentierten Mauer statt. Schutzgrund Seltenheit, Eigenart oder Schönheit. 1900 gepflanzt. Höhe 18 m. Kronendurchmesser 28 m. Stammumfang: 3,45 m OSM-Link zur Kartendarstellung: Stieleiche am Brasselsberg | Quercus robur                                                           | 611.049                                                                                   |
| mehr Fotos \| Fotos hochladen | 1 Stieleiche                                                                            | Bad Wilhelmshöhe, Hugo-Preuß-Straße 9. 51° 18′ 29,9″ N, 9° 24′ 59,9″ O               | Stieleiche an der Hugo-Preuß-Straße. Der Baum steht östlich der Straße, im Garten südlich von Haus Nr. 9. Schutzgrund Seltenheit, Eigenart oder Schönheit. 1910 gepflanzt. Höhe 29 m. Stammumfang 492 cm. Kronendurchmesser 26 m. OSM-Link zur Kartendarstellung: Stieleiche an der Hugo-Preuß-Straße | Quercus robur                                                           | 611.052                                                                                   |
| mehr Fotos \| Fotos hochladen | 1 Winterlinde                                                                           | Bad Wilhelmshöhe, Rammelsbergstraße 3. 51° 18′ 55,7″ N, 9° 26′ 12,4″ O               | Winterlinde an der Rammelsbergstraße, in einem dreieckigen Vorgarten am Abzweig der Rammelsbergstraße von der Langen Straße. Die Linde steht markant vor der Eingangsfassade eines historischen Fachwerkhauses in Wahlershausen. Schutzgrund Seltenheit, Eigenart oder Schönheit. 1750 gepflanzt. Höhe 18 m. Stammumfang 224 cm. Kronendurchmesser 14 m. OSM-Link zur Kartendarstellung: Winterlinde an der Rammelsbergstraße | Tilia cordata                                                           | 611.054                                                                                   |
| mehr Fotos \| Fotos hochladen | 1 Trauerblutbuche                                                                       | Bad Wilhelmshöhe, Wilhelmshöher Allee 275. 51° 18′ 49″ N, 9° 26′ 28″ O               | Bei dem Baum handelte es sich wohl um die Pendulaform der Rotbuche, eine Trauerbuche, auch Hängebuche. Das Naturdenkmal stand auf einer winzigen Grünfläche am Südrand der Wilhelmshöher Allee, im Abschnitt zwischen Rolandstraße und Kunoldstraße, zwischen Parkplatzeinfahrten vor Haus Nr. 275 (Biomarkt Greger). Der Baum wurde im Februar 2021 gefällt. Direkt daneben steht das Naturdenkmal 611.057, eine Blutbuche (Fagus sylvatica f. purpurea). Schutzgrund Seltenheit, Eigenart oder Schönheit. 1900 gepflanzt. Höhe 20 m. Stammumfang 248 cm. Kronendurchmesser 17 m. OSM-Link zur Kartendarstellung: Ehemalige Hängebuche an der Wilhelmshöher Allee | Fagus sylvatica f. pendula                                              | Naturdenkmal 611.056 wurde im Februar 2021 gefällt.                                       |
| mehr Fotos \| Fotos hochladen | 1 Blutbuche                                                                             | Bad Wilhelmshöhe, Wilhelmshöher Allee 273 A. 51° 18′ 48,6″ N, 9° 26′ 30,5″ O         | Blutbuche auf einer winzigen Grünfläche am Südrand der Wilhelmshöher Allee, im Abschnitt zwischen Rolandstraße und Kunoldstraße, zwischen Parkplatzeinfahrten vor Haus Nr. 273A. Direkt daneben stand das Naturdenkmal 611.056, eine Hängebuche (Fagus sylvatica f. pendula), im Februar 2021 gefällt. Schutzgrund Seltenheit, Eigenart oder Schönheit. 1890 gepflanzt. Höhe 23 m. Stammumfang 289 cm. Kronendurchmesser 16 m. OSM-Link zur Kartendarstellung: Blutbuche an der Wilhelmshöher Allee | Fagus sylvatica f. purpurea                                             | 611.057                                                                                   |
| mehr Fotos \| Fotos hochladen | 1 Rosskastanie                                                                          | Waldau, Bergshäuser Straße 51° 17′ 22,6″ N, 9° 30′ 49″ O                             | Rosskastanie an der Bergshäuser Straße. Der Baum steht, hinter einer niedrigen Steinmauer, auf einer Rasenfläche südlich der Straße. Gegenüber, auf der Nordseite, liegt die Kirche Waldau. Schutzgrund Seltenheit, Eigenart oder Schönheit. 1590 gepflanzt [sic!]. Höhe 19 m. Stammumfang 346 cm. Kronendurchmesser 14 m. OSM-Link zur Kartendarstellung: Kastanie in Waldau | Aesculus hippocastanum                                                  | 611.059                                                                                   |
| mehr Fotos \| Fotos hochladen | 1 Stieleiche                                                                            | Wehlheiden, Belgische Straße 51° 18′ 21,2″ N, 9° 28′ 17,1″ O                         | Stieleiche auf einer kleinen Wiese in der Belgischen Siedlung, Belgische Straße neben Nr. 14 und Garagenbauten. Der Baum steht im Siedlungs-Dreieck zwischen Ludwig-Mond-Straße, Heinrich-Heine-Straße und Adolfstraße. Schutzgrund Seltenheit, Eigenart oder Schönheit. 1550 gepflanzt. Höhe 25 m. Stammumfang 444 cm. Kronendurchmesser 24 m. OSM-Link zur Kartendarstellung: Stieleiche in der Belgischen Siedlung | Quercus robur                                                           | 611.060                                                                                   |
| mehr Fotos \| Fotos hochladen | 1 Stieleiche                                                                            | Wehlheiden, Bosestraße. 51° 17′ 59,6″ N, 9° 28′ 26,8″ O                              | Stieleiche am Rand der Bosestraße, in der Nordostecke der Grünfläche nördlich des Schloss Schönfeld. Schutzgrund Seltenheit, Eigenart oder Schönheit. 1850 gepflanzt. Höhe 23 m. Stammumfang 460 cm. Kronendurchmesser 16 m. OSM-Link zur Kartendarstellung: Stieleiche an der Bosestraße | Quercus robur                                                           | 611.065                                                                                   |
| mehr Fotos \| Fotos hochladen | 1 Eibe                                                                                  | Wolfsanger/Hasenhecke, Fuldatalstraße 51° 19′ 45,7″ N, 9° 33′ 56,3″ O                | Europäische Eibe an der Fuldatalstraße. Der Baum steht direkt am Straßenrand der L 3235, ca. 50 m nordwestlich der Fulda. Schutzgrund Seltenheit, Eigenart oder Schönheit. Stammumfang: 1,75 m OSM-Link zur Kartendarstellung: Eibe an der Fuldatalstraße | Taxus baccata                                                           | 611.070                                                                                   |
| mehr Fotos \| Fotos hochladen | 1 Platane                                                                               | Fasanenhof, Fuldatalstraße, Fasanenhofpark 51° 19′ 44,4″ N, 9° 31′ 18,1″ O           | Ahornblättrige Platane in der Nähe der Fuldatalstraße, im Fasanenhofpark, zwischen den Straßen Am Fasanenhof und Hinter dem Fasanenhof. Das Naturdenkmal steht nordöstlich eines kleinen Teiches. Schutzgrund Seltenheit, Eigenart oder Schönheit. 1930 gepflanzt. Höhe 32 m. Stammumfang 570 cm. Kronendurchmesser 30 m. OSM-Link zur Kartendarstellung: Platane im Fasanenhofpark | Platanus x acerifolia                                                   | 611.071                                                                                   |
| mehr Fotos \| Fotos hochladen | 1 Stieleiche                                                                            | Wolfsanger/Hasenhecke, Triftweg 51° 20′ 22,1″ N, 9° 32′ 49,2″ O                      | Stieleiche am Triftweg, am Ostrand einer kleinen Waldfläche. Der Baum steht direkt westlich an der Straße, gegenüber dem Abzweig der Straße Am Fichtenwäldchen. 300 m weiter nordöstlich, am Ende des Triftweg, steht eine weitere als Naturdenkmal geschützte Eiche (611.007). Schutzgrund Seltenheit, Eigenart oder Schönheit. 1890 gepflanzt. Höhe 25 m. Stammumfang 401 cm. Kronendurchmesser 26 m. OSM-Link zur Kartendarstellung: Eiche am Triftweg | Quercus robur                                                           | 611.072                                                                                   |
| mehr Fotos \| Fotos hochladen | 1 Esche, 1 Robinie, 2 Rosskastanien, 1 Sommerlinde                                      | Wolfsanger/Hasenhecke, Wolfsangerstraße 82. 51° 19′ 45,1″ N, 9° 31′ 37,2″ O          | Sommerlinde nördlich der Fuldatalstraße, auf dem Gelände der Kita Wolfsanger an der Wolfsangerstraße. Die Sommerlinde steht südlich vor dem Gebäude. Von den 5 Bäumen des Naturdenkmals 611.073 sind gegenwärtig (2019) nur noch 4 erhalten, diese bilden eine kleine Insel zwischen den abgestellten Autos benachbarter Gebrauchtwagenhändler. Schutzgrund Seltenheit, Eigenart oder Schönheit. 1890 gepflanzt. Höhe 19 m. Stammumfang 161 cm. Kronendurchmesser 9 m. OSM-Link zur Kartendarstellung: Sommerlinde nördlich der Fuldatalstraße, auf dem Gelände der Kita Wolfsanger | Tilia platyphyllos                                                      | 611.073a                                                                                  |
| Fotos hochladen               | 1 Esche, 1 Robinie, 2 Rosskastanien, 1 Sommerlinde                                      | Wolfsanger/Hasenhecke, Wolfsangerstraße 82. 51° 19′ 45,1″ N, 9° 31′ 37,2″ O          | Ehemalige Robinie nördlich der Fuldatalstraße, auf dem Gelände der Kita Wolfsanger an der Wolfsangerstraße. Schutzgrund Seltenheit, Eigenart oder Schönheit. 1890 gepflanzt. Höhe 24 m. Stammumfang 371 cm. Kronendurchmesser 11 m. OSM-Link zur Kartendarstellung: Ehemalige Robinie | Robinia pseudoacacia                                                    | Naturdenkmal 611.073b wurde um 2017/2018 gefällt.                                         |
| Fotos hochladen               | 1 Esche, 1 Robinie, 2 Rosskastanien, 1 Sommerlinde                                      | Wolfsanger/Hasenhecke, Wolfsangerstraße 82. 51° 19′ 45,1″ N, 9° 31′ 37,2″ O          | Gemeine Esche nördlich der Fuldatalstraße, auf dem Gelände der Kita Wolfsanger an der Wolfsangerstraße. Die Esche steht westlich neben dem Gebäude. Schutzgrund Seltenheit, Eigenart oder Schönheit. 1890 gepflanzt. Höhe 32 m. Stammumfang 281 cm. Kronendurchmesser 19 m. OSM-Link zur Kartendarstellung: Esche | Fraxinus excelsior                                                      | 611.073c                                                                                  |
| Fotos hochladen               | 1 Esche, 1 Robinie, 2 Rosskastanien, 1 Sommerlinde                                      | Wolfsanger/Hasenhecke, Wolfsangerstraße 82. 51° 19′ 45,1″ N, 9° 31′ 37,2″ O          | 2 Gewöhnliche Rosskastanien nördlich der Fuldatalstraße, auf dem Gelände der Kita Wolfsanger an der Wolfsangerstraße. Die beiden Kastanien stehen am östlichen Rand des Freigeländes Schutzgrund Seltenheit, Eigenart oder Schönheit. Kastanie d: 1890 gepflanzt. Höhe 23 m. Stammumfang 272 cm. Kronendurchmesser 15 m. OSM-Link zur Kartendarstellung: südliche Kastanie d Kastanie e: 1890 gepflanzt. Höhe 25 m. Stammumfang 301 cm. Kronendurchmesser 14 m. OSM-Link zur Kartendarstellung: nördliche Kastanie e | Aesculus hippocastanum 2×                                               | 611.073d 611.073e                                                                         |
| mehr Fotos \| Fotos hochladen | 1 Stieleiche                                                                            | Wolfsanger/Hasenhecke, Metzelsteinstraße 51° 19′ 47,1″ N, 9° 32′ 39,2″ O             | Stieleiche an der Metzelsteinstraße, im Westen von Wolfsanger. Die Eiche steht auf einer kleinen Hangfläche zwischen der Gabelung der Straße. Schutzgrund Seltenheit, Eigenart oder Schönheit. 1900 gepflanzt. Höhe 28 m. Stammumfang 331 cm. Kronendurchmesser 26 m. OSM-Link zur Kartendarstellung: Eiche an der Metzelsteinstraße | Quercus robur                                                           | 611.074                                                                                   |
| mehr Fotos \| Fotos hochladen | 1 Lebensbaum                                                                            | Oberzwehren, Altenbaunaer Straße 70. 51° 16′ 33,6″ N, 9° 27′ 7,9″ O                  | Ein Lebensbaum an der Altenbaunaer Straße. Der Baum steht im Vorgarten von Haus Nr. 70, beim westlichen Zugang zum Bahnhof Kassel-Oberzwehren. Schutzgrund Seltenheit, Eigenart oder Schönheit. 1860 gepflanzt. Höhe 21 m. Stammumfang 405 cm. Kronendurchmesser 12 m. OSM-Link zur Kartendarstellung: Lebensbaum an der Altenbaunaer Straße | Thuja                                                                   | 611.075                                                                                   |
| mehr Fotos \| Fotos hochladen | 1 Stieleiche                                                                            | Bettenhausen, Eichwaldstraße 51° 17′ 56,4″ N, 9° 33′ 13,7″ O                         | Stieleiche an der Eichwaldstraße. Das Naturdenkmal steht am Südrand des Eichwaldes. Direkt westlich des Baumes befindet sich eine steinerne Treppe, die in einen Pfad Richtung Norden mündet. Der Stamm des Naturdenkmals ist mit einem alten Ring aus bearbeiteten Natursteinen eingefasst. In diesen Steinen sind außerdem Reste eines einfassenden Metallgeländers zu erkennen. Schutzgrund Seltenheit, Eigenart oder Schönheit. 1760 gepflanzt. Höhe 28 m. Stammumfang 522 cm. Kronendurchmesser 19 m. OSM-Link zur Kartendarstellung: Eiche am Eichwald | Quercus robur                                                           | 611.077                                                                                   |
| mehr Fotos \| Fotos hochladen | 1 Platane                                                                               | Mitte, Luisenstraße 51° 18′ 47,6″ N, 9° 28′ 39,5″ O                                  | Ahornblättrige Platane an der Luisenstraße, auf einer großen Rasenfläche östlich der Schule Königstor. Der gewaltige Baum steht südlich des Bose-Denkmals. Schutzgrund Seltenheit, Eigenart oder Schönheit. 1810 gepflanzt. Höhe 42 m. Stammumfang 504 cm. Kronendurchmesser 30 m. OSM-Link zur Kartendarstellung: Platane an der Luisenstraße | Platanus x acerifolia                                                   | 611.078                                                                                   |
| mehr Fotos \| Fotos hochladen | 1 Stieleiche                                                                            | Rothenditmold, Wolfhager Straße 51° 19′ 32,7″ N, 9° 28′ 18,3″ O                      | Stieleiche auf dem Kirchhof der Kirche Rothenditmold. Das Naturdenkmal steht auf einer Rasenfläche im Ostteil des Grundstücks, direkt an der vielbefahrenen Wolfhager Straße (B 251) bei der Einmündung der Maybachstraße. Ein Asphaltweg verläuft über den Wurzelbereich des beeindruckenden Baumes. Schutzgrund Seltenheit, Eigenart oder Schönheit. 1880 gepflanzt. Höhe 24 m. Stammumfang 390 cm. Kronendurchmesser 27 m. OSM-Link zur Kartendarstellung: Eiche an der Kirche Rothenditmold | Quercus robur                                                           | 611.080                                                                                   |
| mehr Fotos \| Fotos hochladen | 4 Blutbuchen, 2 Bergahorn, 1 Säuleneiche, 1 Flügelnuss, 1 Hängebuche: Hängebuche        | Kirchditmold, Heßbergstraße 1 und 1 A. 51° 19′ 13,4″ N, 9° 27′ 6,7″ O                | Hängebuche im Garten der Grundstücke Heßbergstraße 1 und 1 A. Das Gelände mit dem Baumbestand liegt in einem Dreieck, eingeschlossen von der Heßbergstraße im Nordwesten, der Teichstraße im Nordosten und der Bahntrasse im Süden. Von den 9 am Standort als Naturdenkmal 611.083 ausgewiesenen Bäumen waren 2019 nur noch 7 erhalten. Schutzgrund Seltenheit, Eigenart oder Schönheit. 1890 gepflanzt. Höhe 18 m. Stammumfang 282 cm. Kronendurchmesser 20 m. OSM-Link zur Kartendarstellung: Hängebuche | Fagus sylvatica 'Pendula'                                               | 611.083a                                                                                  |
| Fotos hochladen               | 4 Blutbuchen, 2 Bergahorn, 1 Säuleneiche, 1 Flügelnuss, 1 Hängebuche: Flügelnuss        | Kirchditmold, Heßbergstraße 1 und 1 A. 51° 19′ 13,4″ N, 9° 27′ 6,7″ O                | Kaukasische Flügelnuss im Garten der Grundstücke Heßbergstraße 1 und 1 A. Schutzgrund Seltenheit, Eigenart oder Schönheit. 1890 gepflanzt. Höhe 23 m. Stammumfang 272 cm. Kronendurchmesser 15 m. OSM-Link zur Kartendarstellung: Kaukasische Flügelnuss | Pterocarya fraxinifolia                                                 | 611.083b                                                                                  |
| Fotos hochladen               | 4 Blutbuchen, 2 Bergahorn, 1 Säuleneiche, 1 Flügelnuss, 1 Hängebuche: Blutbuche         | Kirchditmold, Heßbergstraße 1 und 1 A. 51° 19′ 13,4″ N, 9° 27′ 6,7″ O                | Blutbuche im Garten der Grundstücke Heßbergstraße 1 und 1 A. Schutzgrund Seltenheit, Eigenart oder Schönheit. 1890 gepflanzt. Höhe 30 m. Stammumfang 348 cm. Kronendurchmesser 21 m. OSM-Link zur Kartendarstellung: südliche Blutbuche | Fagus sylvatica f. purpurea                                             | 611.083c                                                                                  |
| Fotos hochladen               | 4 Blutbuchen, 2 Bergahorn, 1 Säuleneiche, 1 Flügelnuss, 1 Hängebuche: Blutbuche         | Kirchditmold, Heßbergstraße 1 und 1 A. 51° 19′ 13,4″ N, 9° 27′ 6,7″ O                | Blutbuche im Garten der Grundstücke Heßbergstraße 1 und 1 A. Schutzgrund Seltenheit, Eigenart oder Schönheit. 1890 gepflanzt. Höhe 24 m. Stammumfang 342 cm. Kronendurchmesser 23 m. OSM-Link zur Kartendarstellung: westliche Blutbuche | Fagus sylvatica f. purpurea                                             | 611.083e                                                                                  |
| Fotos hochladen               | 4 Blutbuchen, 2 Bergahorn, 1 Säuleneiche, 1 Flügelnuss, 1 Hängebuche: Säuleneiche       | Kirchditmold, Heßbergstraße 1 und 1 A. 51° 19′ 13,4″ N, 9° 27′ 6,7″ O                | Pyramideneiche im Garten der Grundstücke Heßbergstraße 1 und 1 A. Schutzgrund Seltenheit, Eigenart oder Schönheit. 1890 gepflanzt. Höhe 32 m. Stammumfang 256 cm. Kronendurchmesser 18 m. OSM-Link zur Kartendarstellung: Säuleneiche | Quercus robur 'Fastigata'                                               | 611.083f                                                                                  |
| Fotos hochladen               | 4 Blutbuchen, 2 Bergahorn, 1 Säuleneiche, 1 Flügelnuss, 1 Hängebuche: Bergahorn         | Kirchditmold, Heßbergstraße 1 und 1 A. 51° 19′ 13,4″ N, 9° 27′ 6,7″ O                | Bergahorn im Garten der Grundstücke Heßbergstraße 1 und 1 A. Schutzgrund Seltenheit, Eigenart oder Schönheit. 1890 gepflanzt. Höhe 31 m. Stammumfang 332 cm. Kronendurchmesser 18 m. OSM-Link zur Kartendarstellung: nördlicher Bergahorn | Acer pseudoplatanus                                                     | 611.083g                                                                                  |
| BW                            | 4 Blutbuchen, 2 Bergahorn, 1 Säuleneiche, 1 Flügelnuss, 1 Hängebuche: ehemals Blutbuche | Kirchditmold, Heßbergstraße 1 und 1 A. 51° 19′ 13,4″ N, 9° 27′ 6,7″ O                | Ehemalige Blutbuche im Garten der Grundstücke Heßbergstraße 1 und 1 A. Schutzgrund Seltenheit, Eigenart oder Schönheit. 1890 gepflanzt. Höhe 30 m. Stammumfang 324 cm. Kronendurchmesser 17 m. OSM-Link zur Kartendarstellung: Ehemalige Blutbuche | Fagus sylvatica f. purpurea                                             | Naturdenkmal 611.083i wurde Anfang 2017 gefällt.                                          |
| Fotos hochladen               | 4 Blutbuchen, 2 Bergahorn, 1 Säuleneiche, 1 Flügelnuss, 1 Hängebuche: Bergahorn         | Kirchditmold, Heßbergstraße 1 und 1 A. 51° 19′ 13,4″ N, 9° 27′ 6,7″ O                | Bergahorn im Garten der Grundstücke Heßbergstraße 1 und 1 A. Schutzgrund Seltenheit, Eigenart oder Schönheit. 1890 gepflanzt. Höhe 21 m. Stammumfang 261 cm. Kronendurchmesser 15 m. OSM-Link zur Kartendarstellung: östlicher Bergahorn | Acer pseudoplatanus                                                     | 611.083j                                                                                  |
| mehr Fotos \| Fotos hochladen | Blutbuche                                                                               | Mitte, Scheidemannplatz 51° 18′ 56,9″ N, 9° 29′ 35,5″ O                              | Blutbuche am Scheidemannplatz, Ecke Treppenstraße. Der Baum steht eingebaut im Innenhof des Gebäudes der Handwerkskammer und ist von außen nahezu unsichtbar. Schutzgrund Seltenheit, Eigenart oder Schönheit. 1890 gepflanzt. Höhe 17 m. Stammumfang 256 cm. Kronendurchmesser 12 m. OSM-Link zur Kartendarstellung: Blutbuche am Scheidemannplatz | Fagus sylvatica f. purpurea                                             | 611.086                                                                                   |
| mehr Fotos \| Fotos hochladen | Hainbuche                                                                               | Nordshausen, Korbacher Straße 170. 51° 17′ 1″ N, 9° 26′ 20,4″ O                      | Hainbuche an der Korbacher Straße. Der Baum steht am östlichen Ortseingang von Nordshausen, nördlich der Straße, im Vorgarten des Hauses 170. Schutzgrund Seltenheit, Eigenart oder Schönheit. 1880 gepflanzt. Höhe 18 m. Stammumfang 367 cm. Kronendurchmesser 19 m. OSM-Link zur Kartendarstellung: Hainbuche in Nordshausen | Carpinus betulus                                                        | 611.088                                                                                   |
| mehr Fotos \| Fotos hochladen | 1 Pyramideneiche                                                                        | Bad Wilhelmshöhe, Landgraf-Karl-Straße 21. 51° 18′ 41,8″ N, 9° 26′ 31,9″ O           | Pyramideneiche im rückwärtigen Teil des Grundstücks Landgraf-Karl-Straße 21. Im vorderen Grundstücksteil steht auch noch eine kleine Gruppe von Pyramideneichen. Das Naturdenkmal selbst steht heute am Rand einer zugepflasterten Parkplatzfläche. Schutzgrund Seltenheit, Eigenart oder Schönheit. 1890 gepflanzt. Höhe 25 m. Stammumfang 315 cm. Kronendurchmesser 13 m. OSM-Link zur Kartendarstellung: Pyramideneiche in der Landgraf-Karl-Straße | Quercus robur 'Fastigata'                                               | 611.089a                                                                                  |
| mehr Fotos \| Fotos hochladen | 1 Stieleiche                                                                            | Unterneustadt, Arndtstraße 18. 51° 18′ 23″ N, 9° 30′ 11,2″ O                         | Stieleiche östlich eines Fußweges direkt am Ostufer der Fulda, auf der Grenze zum Privatgrundstück Arndtstraße 18. An der Nordseite überwallt der mächtige Stamm ein Mauerende. Schutzgrund Seltenheit, Eigenart oder Schönheit. 1730 gepflanzt. Höhe 32 m. Stammumfang 492 cm. Kronendurchmesser 26 m. OSM-Link zur Kartendarstellung: Stieleiche an der Fulda | Quercus robur                                                           | 611.090                                                                                   |
| mehr Fotos \| Fotos hochladen | 1 Pyramideneiche                                                                        | Südstadt, Heinrich-Heine-Straße 1 A. 51° 18′ 11,9″ N, 9° 29′ 6,9″ O                  | Pyramideneiche im Innenhof des Gebäudes Heinrich-Heine-Straße 1 A, Ecke Menzelstraße. Der Baum ist vom öffentlichen Raum aus kaum einsehbar. Schutzgrund Seltenheit, Eigenart oder Schönheit. 1860 gepflanzt. Höhe 29 m. Stammumfang 439 cm. Kronendurchmesser 12 m. OSM-Link zur Kartendarstellung: Pyramideneiche in der Heinrich-Heine-Straße | Quercus robur 'Fastigiata'                                              | 611.091                                                                                   |
| mehr Fotos \| Fotos hochladen | 1 Rosskastanie                                                                          | Harleshausen, Kronenstraße 5. 51° 20′ 15,5″ N, 9° 26′ 18,6″ O                        | Rosskastanie in der Kronenstraße. Der Baum steht im Vorgarten des Hauses Nr. 5, unmittelbar an der Einmündung in die Obervellmarer Straße, die vielbefahrene L 3234. Das Naturdenkmal ist auf nur wenige Meter Höhe gestutzt und wächst wandartig, parallel zur Fachwerkfassade des historischen Gebäudes. Der Hauptast ist nach Westen ausgerichtet und mit einem steinernen Pfeiler unterstützt. Schutzgrund Seltenheit, Eigenart oder Schönheit. 1860 gepflanzt. Höhe 5 m. Stammumfang 238 cm. Kronendurchmesser 8 m. OSM-Link zur Kartendarstellung: gestutzte Rosskastanie | Aesculus hippocastanum                                                  | 611.092                                                                                   |
| mehr Fotos \| Fotos hochladen | 1 Blutbuche                                                                             | Bad Wilhelmshöhe, Sachsenstraße 8. 51° 18′ 37,4″ N, 9° 26′ 17,9″ O                   | Blutbuche auf dem Grundstück Sachsenstraße 8, Ecke Werraweg. Der beeindruckende Baum steht am Rande des Werraweges und dominiert dort den Ostteil der kleinen Straße. Schutzgrund Seltenheit, Eigenart oder Schönheit. 1920 gepflanzt. Höhe 26 m. Stammumfang 347 cm. Kronendurchmesser 19 m. OSM-Link zur Kartendarstellung: Blutbuche Sachsenstraße, Ecke Werraweg | Fagus sylvatica f. purpurea                                             | 611.093                                                                                   |
| mehr Fotos \| Fotos hochladen | 1 Rosskastanie                                                                          | Wolfsanger/Hasenhecke, Wolfsanger Straße 140. 51° 19′ 36,5″ N, 9° 32′ 11″ O          | Rosskastanie an der Fuldatalstraße. Der Baum steht hinter einer Geländeabfangung, mehrere Meter über dem Niveau der Straße. Sein Standort gehört zum Grundstück Wolfsanger Straße 140, dem Wirtshaus Löbel. Die Kastanie beschattet dort mit anderen Bäumen den Biergarten. Schutzgrund Seltenheit, Eigenart oder Schönheit. 1880 gepflanzt. Höhe 25 m. Stammumfang 279 cm. Kronendurchmesser 18 m. OSM-Link zur Kartendarstellung: Rosskastanie an der Fuldatalstraße | Aesculus hippocastanum                                                  | 611.094                                                                                   |
| mehr Fotos \| Fotos hochladen | 1 Buche, 1 Pyramideneiche                                                               | Philippinenhof-Warteberg, Am Schäferhof 30 – 44. 51° 20′ 42″ N, 9° 29′ 47,4″ O       | Rotbuche Am Schäferhof. Die Buche („a“) steht im Innenhof nordwestlich der Reihenhausbebauung, die Pyramideneiche („c“) nur 10 m südwestlich daneben. Schutzgrund Seltenheit, Eigenart oder Schönheit. 1890 gepflanzt. Höhe 25 m. Stammumfang 277 cm. Kronendurchmesser 16 m. OSM-Link zur Kartendarstellung: Buche „a“ | Fagus sylvatica                                                         | 611.095a                                                                                  |
| Fotos hochladen               | 1 Buche, 1 Pyramideneiche                                                               | Philippinenhof-Warteberg, Am Schäferhof 30 – 44. 51° 20′ 42″ N, 9° 29′ 47,4″ O       | Pyramideneiche Am Schäferhof. Die Pyramideneiche („c“) steht im Innenhof nordwestlich der Reihenhausbebauung, die Buche („a“) nur 10 m nordöstlich daneben. Schutzgrund Seltenheit, Eigenart oder Schönheit. 1890 gepflanzt. Höhe 33 m. Stammumfang 296 cm. Kronendurchmesser 15 m. OSM-Link zur Kartendarstellung: Pyramideneiche „c“ | Quercus robur 'Fastigata'                                               | 611.095c                                                                                  |
| mehr Fotos \| Fotos hochladen | 1 Stieleiche                                                                            | Waldau, Kasseler Straße 28 a. 51° 17′ 14,3″ N, 9° 31′ 13,1″ O                        | Stieleiche in der Nähe der Kasseler Straße. Der gewaltige Baum steht am Südrand einer Rasenfläche südlich des Hauses Nr. 28 a, etwa 300 m nördlich der Anschlussstelle Kassel-Industriepark der A 49. Nur ca. 50 m nordöstlich der Eiche befindet sich das Naturdenkmal 611.097, eine Gruppe von Hainbuchen. Schutzgrund Seltenheit, Eigenart oder Schönheit. 1840 gepflanzt. Höhe 28 m. Stammumfang 437 cm. Kronendurchmesser 22 m. OSM-Link zur Kartendarstellung: Stieleiche in Waldau | Quercus robur                                                           | 611.096                                                                                   |
| mehr Fotos \| Fotos hochladen | 7 Hainbuchen                                                                            | Waldau, Kasseler Straße 28 a. 51° 17′ 13,1″ N, 9° 31′ 13,4″ O                        | Gruppe von Hainbuchen in der Nähe der Kasseler Straße. Die grob kreisförmig angeordneten Bäume stehen auf einer Rasenfläche südlich des Hauses Nr. 28 a, etwa 300 m nördlich der Anschlussstelle Kassel-Industriepark der A 49. Nur ca. 50 m südwestlich der Hainbuchengruppe befindet sich das Naturdenkmal 611.096, eine Stieleiche. Schutzgrund Seltenheit, Eigenart oder Schönheit. Hainbuche a: 1841 gepflanzt. Höhe 18 m. Stammumfang 131 cm. Kronendurchmesser 9 m. Hainbuche b: 1840 gepflanzt. Höhe 20 m. Stammumfang 234 cm. Kronendurchmesser 15 m. Hainbuche c: 1840 gepflanzt. Höhe 7 m. Stammumfang 189 cm. Kronendurchmesser 9 m. Hainbuche d: 1840 gepflanzt. Höhe 20 m. Stammumfang 241 cm. Kronendurchmesser12 m. Hainbuche e: 1840 gepflanzt. Höhe 17 m. Stammumfang 184 cm. Kronendurchmesser 9 m. Hainbuche f: 1840 gepflanzt. Höhe 19 m. Stammumfang 229 cm. Kronendurchmesser 11 m. Hainbuche g: 1840 gepflanzt. Höhe 19 m. Stammumfang 192 cm. Kronendurchmesser 11 m. OSM-Link zur Kartendarstellung: Hainbuche a | Carpinus betulus                                                        | 611.097a 611.097b 611.097c 611.097d 611.097e 611.097f 611.097g                            |
| mehr Fotos \| Fotos hochladen | 1 Trauerbuche                                                                           | Bad Wilhelmshöhe, Weißensteinstraße 51° 18′ 59,4″ N, 9° 26′ 0,1″ O                   | Hängebuche in der Weißensteinstraße am Rammelsberg, nordwestlich des Friedhofs von Wahlershausen. Das Naturdenkmal steht nördlich der Weißensteinstraße, gegenüber der Nr. 47, im Südteil eines Gartens. Schutzgrund Seltenheit, Eigenart oder Schönheit. 1880 gepflanzt. Höhe 19 m. Stammumfang 256 cm. Kronendurchmesser 12 m. OSM-Link zur Kartendarstellung: Hängebuche in der Weißensteinstraße am Rammelsberg | Fagus sylvatica 'Pendula'                                               | 611.098                                                                                   |
| mehr Fotos \| Fotos hochladen | 1 Rosskastanie                                                                          | Bettenhausen, Leipziger Straße 51° 18′ 21,8″ N, 9° 31′ 34,1″ O                       | Rosskastanie an der Leipziger Straße „Platz der Kastanie“ – faktisch ein Parkplatz. Der Baum steht auf einem winzigen Restgrün vor Haus Nr. 116, bei der Haltestelle Kirchgasse. Schutzgrund Seltenheit, Eigenart oder Schönheit. 1940 gepflanzt. Höhe 18 m. Stammumfang 305 cm. Kronendurchmesser 18 m. OSM-Link zur Kartendarstellung: Rosskastanie an der Leipziger Straße | Aesculus hippocastanum                                                  | 611.099                                                                                   |
| mehr Fotos \| Fotos hochladen | 1 Stieleiche                                                                            | Mitte, Brüder-Grimm-Platz. 51° 18′ 40″ N, 9° 29′ 27,1″ O                             | Ehemalige Schiller-Eiche, eine Stieleiche, auf einer kleinen Grünfläche am Brüder-Grimm-Platz, südlich der Wilhelmshöher Allee. Das Naturdenkmal existiert nicht mehr, der Baum wurde im Herbst 2020 gefällt. Am Boden, neben dem Stamm, weist ein Gedenkstein mit Bronzeplatte auf das Pflanzdatum, den 10. November 1909 hin. Schutzgrund landeskundliche Bedeutung sowie Seltenheit, Eigenart oder Schönheit. Höhe 22 m. Stammumfang 196 cm. Kronendurchmesser 14 m. OSM-Link zur Kartendarstellung: Ehemalige Schiller-Eiche | Quercus robur                                                           | Naturdenkmal 611.100 wurde im Herbst 2020 gefällt.                                        |
| mehr Fotos \| Fotos hochladen | 2 Rosskastanien                                                                         | Nordstadt, Struthbachweg 51° 19′ 58,4″ N, 9° 29′ 38″ O                               | Rosskastanie an der Südseite des Struthbachweges. 2 Kastanien stehen am Nordstadtstadion, gegenüber der Carl-Anton-Henschel-Schule. Dies ist der Baum westlich der Einfahrt zwischen den beiden Rosskastanien. Schutzgrund Seltenheit, Eigenart oder Schönheit. 1900 gepflanzt. Höhe 23 m. Stammumfang 373 cm. Kronendurchmesser 19 m. OSM-Link zur Kartendarstellung: westliche Rosskastanie am Nordstadtstadion | Aesculus hippocastanum                                                  | 611.102a                                                                                  |
| mehr Fotos \| Fotos hochladen | 2 Rosskastanien                                                                         | Nordstadt, Struthbachweg 51° 19′ 58,4″ N, 9° 29′ 38″ O                               | Rosskastanie an der Südseite des Struthbachweges. 2 Kastanien stehen am Nordstadtstadion, gegenüber der Carl-Anton-Henschel-Schule. Dies ist der Baum östlich der Einfahrt zwischen den beiden Rosskastanien. Schutzgrund Seltenheit, Eigenart oder Schönheit. 1920 gepflanzt. Höhe 20 m. Stammumfang 329 cm. Kronendurchmesser 18 m. OSM-Link zur Kartendarstellung: östliche Rosskastanie am Nordstadtstadion | Aesculus hippocastanum                                                  | 611.102b                                                                                  |
| mehr Fotos \| Fotos hochladen | 1 Rosskastanie                                                                          | Mitte, Weinbergstraße 51° 18′ 33,1″ N, 9° 29′ 18,2″ O                                | Rosskastanie im Vorgarten des Museums für Sepulkralkultur an der Weinbergstraße. Um den Stamm des Baumes ist seit mehreren Jahren eine begehbare kleine Ausstellung von Grabdenkmälern gruppiert. Schutzgrund Seltenheit, Eigenart oder Schönheit. 1910 gepflanzt. Höhe 19 m. Stammumfang 326 cm. Kronendurchmesser 23 m. OSM-Link zur Kartendarstellung: Rosskastanie vor dem Museum für Sepulkralkultur | Aesculus hippocastanum                                                  | 611.103                                                                                   |
| mehr Fotos \| Fotos hochladen | 2 Hainbuchen                                                                            | Südstadt, Schumannstraße 51° 18′ 2,9″ N, 9° 28′ 44″ O                                | Der westliche Baum „a“ der beiden Hainbuchen beidseits der Schumannstraße, westlich des Kleingartenvereins, unweit der Kreuzung Frankfurter Straße und Ludwig-Mond-Straße. Schutzgrund Seltenheit, Eigenart oder Schönheit. 1950 gepflanzt. Höhe 21 m. Stammumfang 239 cm. Kronendurchmesser 15 m. OSM-Link zur Kartendarstellung: westlicher Baum „a“ der beiden Hainbuchen beidseits der Schumannstraße | Carpinus betulus (wohl Säulen-Hainbuche Carpinus betulus 'Fastigiata' ) | 611.104a                                                                                  |
| Fotos hochladen               | 2 Hainbuchen                                                                            | Südstadt, Schumannstraße 51° 18′ 2,9″ N, 9° 28′ 44,4″ O                              | Der östliche Baum „b“ der beiden Hainbuchen beidseits der Schumannstraße, westlich des Kleingartenvereins, unweit der Kreuzung Frankfurter Straße und Ludwig-Mond-Straße. Schutzgrund Seltenheit, Eigenart oder Schönheit. 1910 gepflanzt. Höhe 18 m. Stammumfang 264 cm. Kronendurchmesser 19 m. OSM-Link zur Kartendarstellung: östlicher Baum „b“ der beiden Hainbuchen beidseits der Schumannstraße | Carpinus betulus (wohl Säulen-Hainbuche Carpinus betulus 'Fastigiata' ) | 611.104b                                                                                  |

## Statistik
An 57 Standorten standen 2012 ursprünglich insgesamt 100 Bäume unter Schutz.
| Baumart      | Anzahl |
| ------------ | ------ |
| Linde        | 22     |
| Eiche        | 21     |
| Buche        | 20     |
| Rosskastanie | 13     |
| Hainbuche    | 10     |
| Platane      | 4      |
| Ahorn        | 3      |
| Esche        | 2      |
| Robinie      | 2      |
| Götterbaum   | 1      |
| Lebensbaum   | 1      |
| Eibe         | 1      |

Aktuell (Stand 2022) sind davon
- 91 Bäume erhalten, vgl. Abfrage der OSM-Daten: http://overpass-turbo.eu/s/MIV
- 9 Bäume abgegangen, bzw. wurden gefällt, vgl. Abfrage der OSM-Daten: http://overpass-turbo.eu/s/MIX

## Belege und Fußnoten
1. 1 2 3 4 5 6 7 8 9 10 11 12 13 14 15 16 17 18 19 20 21 22 23 24 25 26 27 28 29 30 31 32 33 34 35 36 37 38 39 40 41 42 43 44 45 46 47 48 49 50 51 52 53 54 55 56 57 58 59 60 61 62 63 64 65 66 67 68 69 70 71 72 73 74 75 76 77  
Anlage zur Verordnung zum Schutz der Naturdenkmäler im Stadtgebiet Kassel. Stadt Kassel, 3. Dezember 2012, abgerufen am 26. Mai 2021.
2. ↑  im Regionalstadtplan https://www.kassel.de/daten-und-karten/inhalt-daten-karten/stadtplan-und-themenkarten.php#Regionalstadtplan bzw. dem Themanlayer "Naturdenkmale" stehen Stand 2019-09 die gefällten Bäume weiterhin, dies gilt auch für die von der UNB Kassel an Natureg weitergegebenen und dort angezeigten ND-Daten.
3. 1 2 3 4 5 6 7 8 9 10 11 12 13 14 15 16 17 18 19 20 21 22 23 24 25 26 27 28 29 30 31 32 33 34 35 36 37 38 39 40 41 42 43 44 45 46 47 48 49 50 51 52 53 54 55 56 57 58 59 60 61 62 63 64 65 66 67 68 69 70 71 72 73 74 75 76 77 78 79 80 81 82 83 84 85 86 87 88 89 90 91 92 93 94 95 96 97 98 99  
Kasseler Naturdenkmäler im Stadtplan. (interaktiv). www.stadt-kassel.de, abgerufen am 19. Januar 2016.
4. ↑  Messung 2019-09-22 in h=1,30 m
5. ↑  Nicht jeder dieser Bäume hat ein ND-Schild und ca. 50 m weiter südöstlich steht eine Linde mit ND-Schild - warum, konnte von der Stadt Kassel noch nicht aufgeklärt werden.
6. ↑  Messung 2020-12-09 in h=1,30 m
7. ↑  Messung 2019-10-04 in h=1,30 m
8. ↑  
Naturdenkmale in der documenta-Stadt Kassel nach Baumarten und Anzahl. Umwelt- und Gartenamt der documenta-Stadt Kassel, Februar 2013, ehemals im Original (nicht mehr online verfügbar); abgerufen am 19. Januar 2016. (Seite nicht mehr abrufbar. Suche in Webarchiven)

- Karte mit allen Koordinaten:
- OSM |
- WikiMap